# ドナルド・メンゼル
ドナルド・ハワード・メンゼル（Donald Howard Menzel、1901年4月11日 – 1976年12月14日）は、アメリカ合衆国の天文学者。
デンバー大学で学んだ後、プリンストン大学で博士号を得た。1921年までリック天文台で働いた。その後ハーバード大学で働き、1954年から1956年までアメリカ天文学会の会長を務めた。
はじめ太陽の研究を行い、その後ガス星雲の研究を行った。ローレンス・オーラー(en:Lawrence Aller)、ジェームズ・ベーカー(James Baker)と惑星状星雲の研究の基礎を築いた。
著書に Peterson Field GuidesのなかのA Field Guide to the Stars and Planetsがあるが、UFOの存在を否定する一般向けの著書 Flying Saucers (1953)、A Scientific Examination of a Major Myth of the Space Age (1963)、 The Definitive Explanation of the UFO Phenomenon (1977)で知られる。1968年にアメリカ下院の科学宇宙委員会の公聴会ですべてのUFOの目撃に関して、自然現象で説明できると証言した。

## 経歴
1901年コロラド州フローレンス生まれ、同州リードビルで幼少期を過ごす。早くに読み書きを覚えると、父に習ったモールス信号でメッセージを送受信しはじめる。科学と数学に夢中になる入り口は鉱石と岩石標本収集で、10代になると地下室に大がかりな化学実験装置を自作した。また組み立てキットなど市販される前に無線機を組み立ててアマチュア無線に時間を忘れる。
アウトドア派でもあり、アメリカのボーイスカウト最高位のイーグルスカウトに認定され暗号解読に強みを発揮。ハイキングやフライフィッシングは晩年まで楽しむ趣味だった。フローレンス・エリザベス・クリーガーと1926年6月17日に結婚、娘2人がある（スザンヌ・ケイとエリザベス・アイナ）。
デンバー大学に16歳で飛び級で入学すると化学を専攻。少年時代の友人（エドガー・ケタリング）の影響で天文学に関心を持ち、1918年6月8日の日食 (en)、1918年のわし座新星V603の観測を経験する。

### 天文学
大学を修了した1920年の翌1921年に化学学士に加え化学・数学の修士課程を修了。プリンストン大学に進むと夏休みのアルバイトで1922年から1924年までハーバード大学天文台のハーロー・シェイプリー (en) の研究助手を務め、やがて天文学で2件目の修士号を取得 (1923年)。博士論文はヘンリー・ノリス・ラッセルの指導を受けて授与されている (1924年)。理論天文学への興味を刺激されたメンゼルはアイオワ大学とオハイオ州立大学で2年間教職についた後、リック天文台の助教授に推薦されると1926年にカリフォルニア州サンノゼへ移る。その後、ハーバード大学に移るのは1932年である。
第二次世界大戦中、メンゼルは海軍に委嘱されて仕官待遇 (en) として入隊、多面的な才能を活用して敵軍の暗号解読などさまざまな情報関連の研究開発の指揮を執る。除隊後も国防総省の研究開発に1955年まで関わり、電波の到達距離改善に太陽の放射を記録し、オーロラから受ける影響を調べて電波伝搬を改善した。1964年から死の年まで、メンゼルは米国国務省のラテンアメリカ問題コンサルタントであった。
戦後、ハーバード大学に戻ったメンゼルは附属天文台長代理を拝命 (1952年)、1954年から1966年まで台長職にあった。1950年代にはコスト削減のため、一時期、天体写真用の写真乾板製造を停止させたことがあり、この時期を「メンゼルギャップ」と呼ぶ。ハーバード大学勇退は1971年である。

## 日食観測
科学データの収集に努めたメンゼルは、日食観測の機会をもとめてなんども探検の旅をしている。1936年6月19日の皆既日食はロシアの草原（南西シベリアのアクブラク Ak Bulak）でハーバード大学・MIT合同遠征隊の観測を率いた。1945年7月9日の日食はアメリカ・カナダ合同遠征隊をサスカチュワン州で指揮、あいにく曇天に見舞われている。また皆既日食の観測にたびたび臨み、その多くで遠征隊を指揮した。
- 1923年9月10日　カリフォルニア州サンタカタリナ島 (曇天)

- 1930年4月28日　同州キャンプトンビル (en)

- 1932年8月31日　メイン州フライバーグ (en)
- 1954年6月30日　ミネソタ州ミネアポリス - セントポール
- 1959年10月2日　マサチューセッツ州大西洋岸
- 1951年2月15日　北部イタリア

- 1963年7月20日　メイン州オロノ（en、曇り）
- 1966年5月20日　ギリシャ・アテネ、Sunion Road

- 1966年11月12日　ペルーアレキパ県

- 1970年3月7日　オアハカ州南部のミアファトラン(en)

- 1972年7月10日　カナダ・プリンスエドワード島
- 1973年6月30日　西モーリタニア[3]

メンゼルは日食観測の回数では世界一と自認しており、非公認ではあったが、この「座」はのちに教え子で同僚、また共同執筆者となるジェイ・パサチョフに譲る。

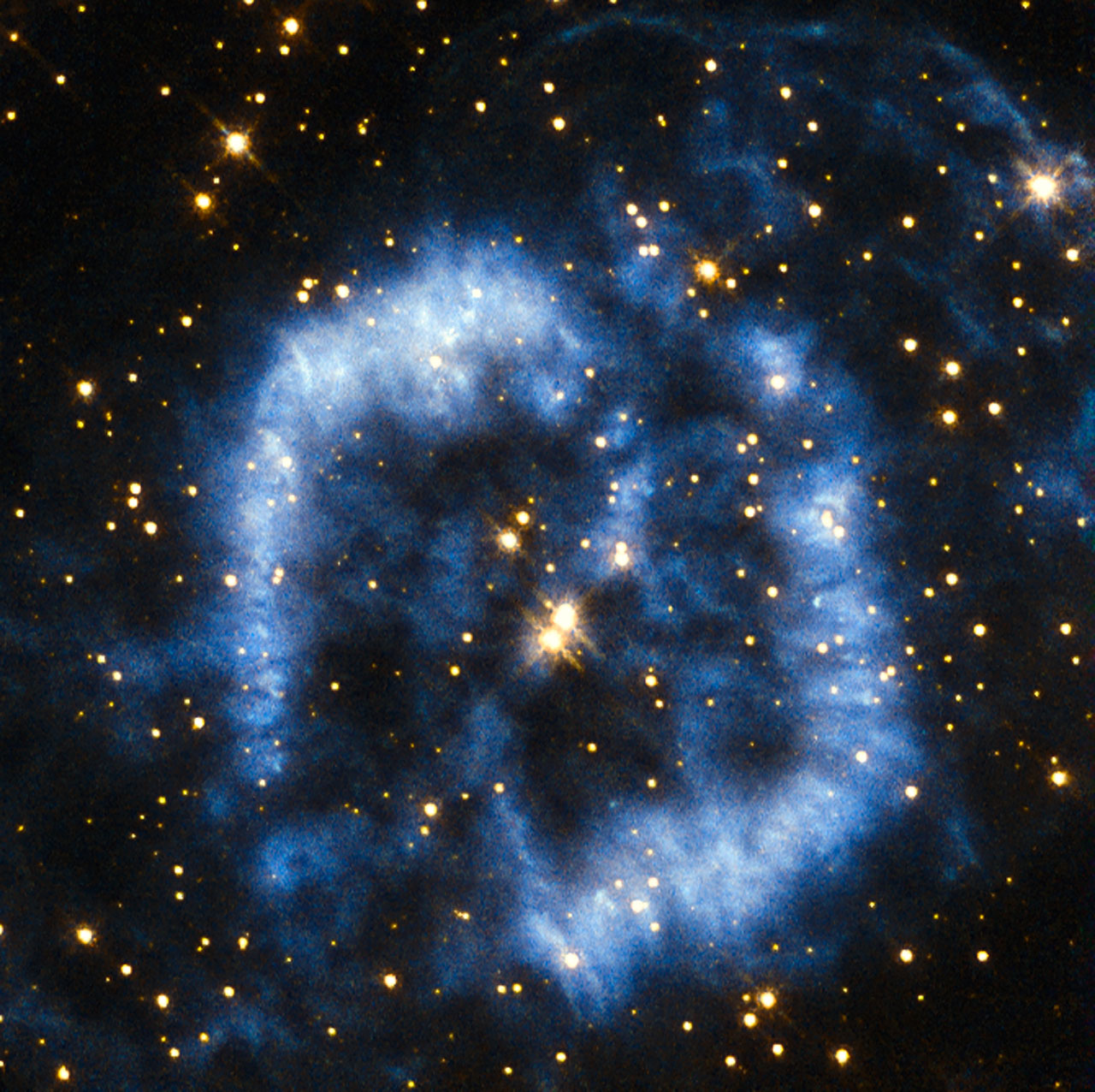
メンゼルが1922年に発見した惑星状星雲 PK 329-02.2。メンゼル2 (Mz 2) と命名。

1930年代末、太陽観測専門の観測所をコロラド州クライマックス(en)に築くと、皆既日食観測用を模倣した天体望遠鏡を据え、同僚とともに太陽コロナの観測と虚空に吹き上げるプロミネンスの撮影に取り組んだ。当初は太陽観測に熱心だったが、やがてガス状の星雲に関心を移す。ローレンス・オーラー(en)およびジェイムズ・G・ベイカーとの共同研究により、惑星状星雲の基本原則をいくつも解明するに至った。
フィールドガイドの定本ピーターソン・シリーズに星と天体の図鑑 A Field Guide to the Stars and Planetsの初版 (1964年) を執筆。最近年の論文でメンゼルが披露した結論とは、シュヴァルツシルト解の考察に基づくブラックホールの不存在と、あくまでも物語に過ぎないと論断した。
メンゼルは1965年に『ギャラクシー・サイエンス・フィクション』誌に自作の"Fin's Funeral" が掲載された科学小説家でもあった。また水彩画も描き、3次元の「穴」が貫くクレーターや雲、宇宙船、宇宙人などを主題にした。

### 学位、栄誉
修士号 (A.M.) と 博士号(科学) は1942年にハーバード大学、1954年にデンバー大学でそれぞれ取得。アメリカ天文学会では1946年から1948年まで副会長を務め、1954年から1956年まで会長職にあった。1965年にデンバー大学の「ジョンエヴァンス賞」を受賞、1976年にはジュール・ジャンサン賞を受賞した。
メンゼルの生誕100周年にあたる2001年5月、ハーバード・スミソニアン天体物理学センターは記念シンポジウム「ドナルド・H・メンゼル：科学者、教育者、建築家」を開催した。

## メンゼルの「図鑑」
天文図鑑 A Field Guide to the Stars and Planets 初版は1975年にハーパーコリンズから発刊後、たちまちベストセラー入りした。改訂版はメンゼルの没後に教え子のジェイ・パサチョフが執筆を受け継いで版を重ねる。定番の図鑑を揃えたピーターソン・シリーズにも収載された。
現代の星座として国際天文学連合が決定した星座は88あり、メンゼルは観測者が位置を覚えやすいように独自の8分類を考案し、初版第4章を当てて発表している。名前や位置がよく知られた星座からほかの星座を探せるように、北斗七星、ペルセウス座、ヘラクレス座、オリオン座を周辺の星座の代表に立ててある。黄道帯には伝統的な星座として黄道十二星座、また水という共通点のある星座を揃えた「天水星座」がある。また南半球の星座を集めたバイエル星座はペトルス・プランシウスが発見したものを元に、ヨハン・バイエルが『ウラノメトリア』により1603年に星図に採用した星座を加えてある。さらにフランスの天文学者が南アフリカのケープタウンで観測し1756年に発表した星表から、「ラカーユ星座」として選んだ。
| メンゼルの星表 | 星座名 |
| -------------- | --- |
| 北斗七星       | うしかい座、きりん座、りょうけん座、かみのけ座、かんむり座、りゅう座、こじし座、やまねこ座、北斗七星、こぐま座 |
| 十二星座       | おひつじ座、おうし座、ふたご座、かに座、しし座、おとめ座、てんびん座、さそり座、いて座、やぎ座、みずがめ座、うお座、 |
| ペルセウス     | アンドロメダ座、ぎょしゃ座、カシオペヤ座、ケフェウス座、くじら座、とかげ座、ペガスス座、ペルセウス座、みなみのさんかく座 |
| ヘラクレス     | わし座、さいだん座、ケンタウルス座、みなみのかんむり座、からす座、コップ座、みなみじゅうじ座、はくちょう座、ヘラクレス座、うみへび座、おおかみ座、こと座、へびつかい座、や座、たて座、へび座、ろくぶんぎ座、みなみのさんかく座、こぎつね座 |
| オリオン       | おおいぬ座、こいぬ座、うさぎ座、いっかくじゅう座、オリオン座 |
| 天水星座       | りゅうこつ座、はと座、いるか座、こうま座、エリダヌス座、みなみのうお座、とも座、らしんばん座、ほ座 |
| バイエル星座   | ふうちょう座、カメレオン座、かじき座、つる座、みずへび座、インディアン座、はえ座、くじゃく座、ほうおう座、きょしちょう座、とびうお座 |
| ラカーユ星座   | ポンプ座、ちょうこくぐ座、コンパス座、ろ座、とけい座、テーブルさん座、けんびきょう座、じょうぎ座、はちぶんぎ座、がか座、レチクル座、ちょうこくしつ座、ぼうえんきょう座                                                                     |

## 著作
メンゼルの天文学の著書で長く人気を保ち、版を重ねたのは"A Field Guide to the Stars and Planets Including the Moon, Satellites, Comets and Other Features of the Universe (1975) である。第2版 (1984) はパサチョフと共著、パサチョフ著を監修した第3版 (1992) を経て、第4版 (2000) はパサチョフ単著である。
科学誌やその他の投稿 (en) は270件以上ある。
- Menzel, D. H. (1924). A Study of Line Intensities in Stellar Spectra (Ph.D Thesis). Princeton University.
- Menzel, D. H. (1926). “The Atmosphere of Mars”. The Astrophysical Journal 63:  48–59. Bibcode: 1926ApJ....63...48M. doi:10.1086/142949.
- Menzel, D. H. (1927). “Pressure Decomposition as a Source of Solar Energy”. Science 65 (1687):  422–3. Bibcode: 1927Sci....65..422M. doi:10.1126/science.65.1687.422-a. PMID 17771152.
- Menzel, D. H. (1927). “The Source of Solar Energy”. Science 65 (1688):  431–8. Bibcode: 1927Sci....65..431M. doi:10.1126/science.65.1688.431. PMID 17736928.
- Menzel, D. H. (1931). Stars and Planets: Exploring the universe. en:The University Society. LCCN 32-650
- Menzel, D. H. (1931). “A Study of the Solar Chromosphere”. en:Publications of the Lick Observatory 17 (1):  1–303. Bibcode: 1930PLicO..17....1M.
- Menzel, D. H. (1932). “Blast of Giant Atom Created Our Universe”. Popular Science:  28–30.
- Menzel, D. H. (1933). “A Simple Derivation of the Dissociation Formula”. Proceedings of the National Academy of Sciences 19 (1):  40–4. Bibcode: 1933PNAS...19...40M. doi:10.1073/pnas.19.1.40. PMC 1085875. PMID 16587746.
- Menzel, D. H.; Payne, C. H. (1933). “On the Interpretation of Nova Spectra”. Proceedings of the National Academy of Sciences 19 (7):  641–8. Bibcode: 1933PNAS...19..641M. doi:10.1073/pnas.19.7.641. PMC 1086128. PMID 16577542.
- Boyce, J. C.; Menzel, D. H.; Payne, C. H. (1933). “Forbidden Lines in Astrophysical Sources”. Proceedings of the National Academy of Sciences 19 (6):  581–91. Bibcode: 1933PNAS...19..581B. doi:10.1073/pnas.19.6.581. PMC 1086096. PMID 16587791.
- Menzel, D. H.; Marshall, R. K. (1933). “Neon Absorption Lines in Stellar Spectra”. Proceedings of the National Academy of Sciences 19 (10):  879–81. Bibcode: 1933PNAS...19..879M. doi:10.1073/pnas.19.10.879. PMC 1086222. PMID 16587803.
- Russell, H. N.; Menzel, D. H. (1933). “The Terrestrial Abundance of the Permanent Gases”. Proceedings of the National Academy of Sciences 19 (12):  997–1001. Bibcode: 1933PNAS...19..997R. doi:10.1073/pnas.19.12.997. PMC 1086270. PMID 16587829.
- Menzel, D. H. (1938). Stars and Planets: Exploring the universe. en:The University Society. LCCN 38-38813
- Menzel, D. H. (1948). Elementary Manual of Radio Propagation. en:Prentice-Hall. LCCN 48-2219
- Menzel, D. H. (1949). Our Sun. Blakiston Co. LCCN 59-12975
- Menzel, D. H. (1950). “Origin of Sunspots”. Nature 166 (4209):  31–2. Bibcode: 1950Natur.166...31M. doi:10.1038/166031b0. PMID 15439102.
- Menzel, D. H. (1953). Mathematical Physics. en:Prentice-Hall. LCCN 53-7714
- Menzel, D. H. (1953). Flying Saucers. en:Harvard University Press. LCCN 52-12419
- Menzel, D. H. (1955). Fundamental Formulas of Physics. en:Prentice-Hall. LCCN 55-14512
- Menzel, D. H. (1957). The Edge of the Sun. Smithsonian Institution. LCCN 58-2324
- Menzel, D. H. (1960). The Radio Noise Spectrum. en:Harvard University Press. LCCN 60-7997
- Menzel, D. H. (1960). Fundamental Formulas of Physics. Dover Publications. LCCN 60-51149
- Menzel, D. H.; Jones, H. M.; Boyd, L. G. (1961). Writing a Technical Paper. McGraw-Hill. LCCN 61-7581
- Menzel, D. H. (1962). “Physics of the Solar Chromosphere. Richard N. Thomas and R. Grant Athay. Interscience (Wiley), New York, 1961. x + 422 pp. Illus. $15.50”. Science 137 (3533):  848–9. doi:10.1126/science.137.3533.848-a. PMID 17787332.
- Menzel, D. H.; Boyd, L. G. (1963). The World of Flying Saucers. Doubleday. LCCN 63-12989
- Menzel, D. H. (1965). Observatory on the Moon. pp. 143–146.
- Menzel, D. H.; Yü, C. S. (1970). Astronomy. Random House. LCCN 70-127542
- Martin, M. E.; Menzel, D. H. (1964). The Friendly Stars. Dover Publications. ISBN 978-0-486-21099-5[10]
- Menzel, D. H.; Pasachoff, J. M. (1970). “The Outer Corona at the Eclipse of March 7, 1970”. Nature 226 (5251):  1143–4. Bibcode: 1970Natur.226.1143M. doi:10.1038/2261143a0. PMID 16057713.
- Menzel, D. H.; Taves, E. H. (1977). The UFO Enigma. Doubleday. ISBN 978-0-385-03596-5